# Losing My Touch
"Losing My Touch" blev skrevet af Mick Jagger og Keith Richards til bandet The Rolling Stones opsamlingsalbum Forty Licks, og er sammen med tre andre sange helt nye numre blandt de 36 gamle sange på albummet. 
På dette nummer sang Richards og spillede sammen med Ron Wood guitarerne. Trommer og bass blev spillet af henholdsvis Charlie Watts og Darryl Jones. Chuck Leavell spillede sangens keyboard .

### Fodnote
1. ↑  Losing My Touch